# قطعنامه ۴۹۳ شورای امنیت
قطعنامه ۴۹۳ شورای امنیت سازمان ملل متحد که در تاریخ ۲۳ نوامبر ۱۹۸۱ تصویب شد، سندی بین‌المللی دربارهٔ اسرائیل-جمهوری عربی سوریه است. این قطعنامه طی نشست ۲٬۳۱۱ام با ۱۴ موافق، ۰ مخالف و ۰ ممتنع تصویب شد.